# Implantation des panneaux directionnels en France
Les panneaux de signalisation de direction doivent correctement être perçus par les usagers qui doivent donc les voir suffisamment tôt et de manière perceptible. Ainsi l'implantation des panneaux de signalisation de direction dépend de la vitesse des véhicules. En France les règles sont définies dans la circulaire no 82-31 du 22 mars 1982 relative à la signalisation de Direction, principalement le chapitre 2 « Règles d’utilisation et d’implantation des panneaux ».
Le présent article est limité aux routes bidirectionnelles courantes.

## Histoire
La circulaire no 82-31 du 22 mars 1982 relative à la signalisation de direction bien qu'ancienne est toujours en vigueur tout au moins pour le réseau non autoroutier. Elle n'a été modifiée que quatre fois par les textes suivants :
- circulaire interministérielle no 84.26 du 11 avril 1984 définissant l'emploi des revêtements rétroréfléchissants de classe II sur les panneaux de direction,
- circulaire no 84.71 du 2 novembre 1984 Règle portant sur la couleur de fond des panneaux diagrammatiques D42 et créant un panneau diagrammatique D42b relatif aux carrefours giratoires qui sont apparus avec l’arrêté du 16 février 1984,
- lettre-circulaire no 85.280 du 29 août 1985 modifiant les règles de signalisation de direction sur le réseau autoroutier,
- circulaire interministérielle no 93.92 du 19 janvier 1994 : Conditions d'utilisation de nouveau symbole d'identification des échangeurs, définition et caractéristiques des symboles SE1b et SE2b, procédure de modification de la numérotation des échangeurs existants.

## Définitions
Pour les routes bi-directionnelles courantes, on distinguera trois types de panneaux : position (D21), présignalisation (D42) et confirmation (D61).

### Panneaux de position D21

Panneau D21a : avec indication de distances.

Panneau D21b : sans indication de distances.

Panneau D43.

Panneau D61.

Ils sont en forme de flèche et peuvent ou non comporter une indication de distance. Ils peuvent être à fond bleu, vert, blanc ou jaune.

### Panneaux de présignalisation

#### Panneau D43: présignalisation courante
Ils sont de forme rectangulaire et comportent une flèche qui peut être verticale, horizontale ou oblique et les mentions desservies. Ils peuvent être à fond bleu, vert, blanc ou jaune.
Leur implantation doit s'effectuer de façon à assurer une continuité de lisibilité avec le panneau de position, soit à environ 3 secondes de parcours en amont du point où l'usager effectue sa manœuvre. En cas d'absence de signalisation de position, cette distance peut être diminuée notablement.

#### Panneau D42: présignalisation diagrammatique

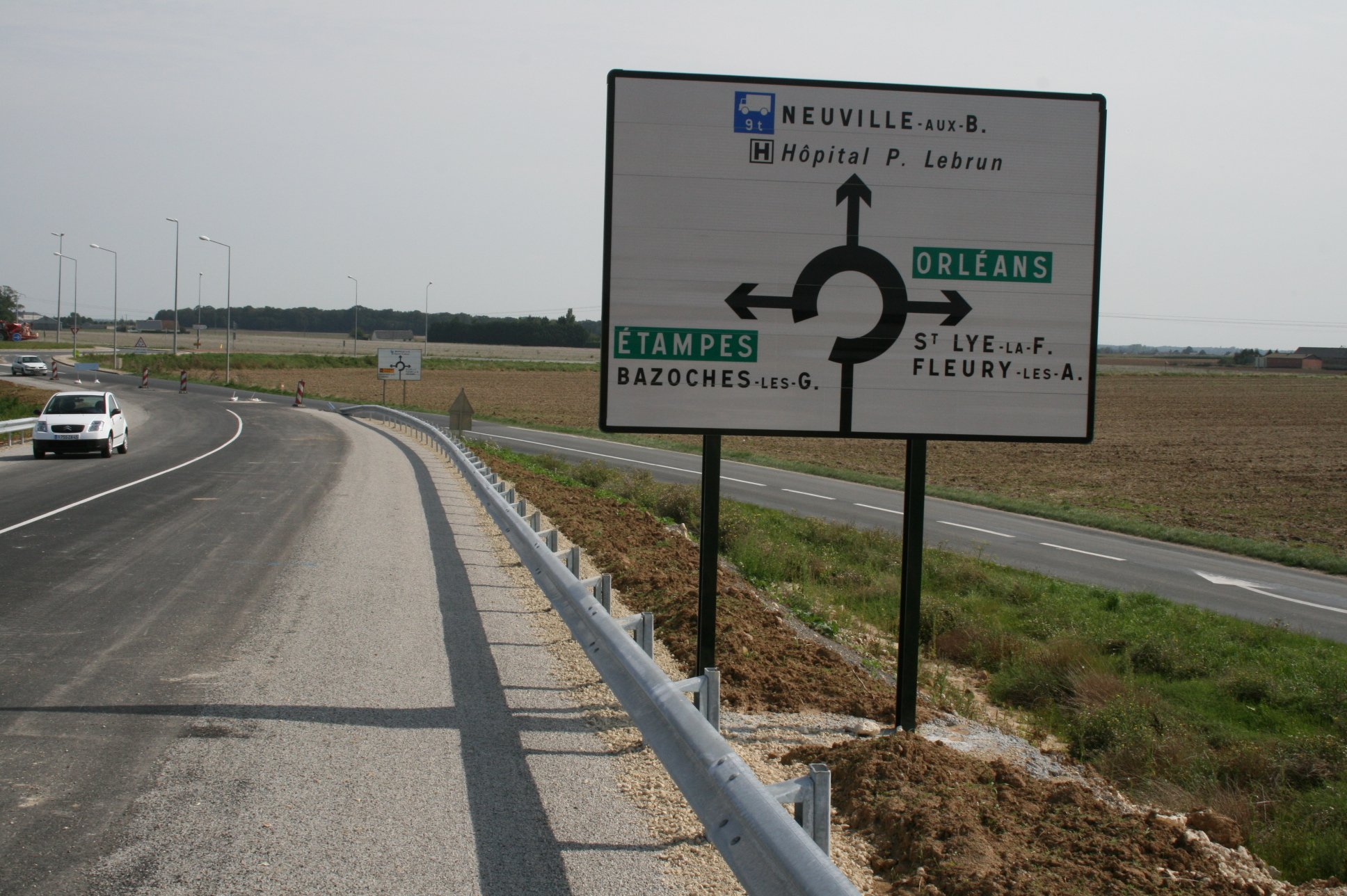
Panneau D42.

Le panneau diagrammatique est rectangulaire. Toutes les directions sont représentées par une branche qui se termine par une flèche. À l'extrémité de chaque branche est indiquée la mention de la direction suivie. Dans le cas d'un giratoire, le diagramme central est représenté par un anneau.
Ils peuvent être :
- à fond blanc avec des mentions à fond blanc ou vert,
- ou à fond vert, lorsque toutes les mentions sont des pôles verts.

### Panneaux de confirmation D61
Ils comportent les mentions desservies complétées par les indications de kilométrage.
Ils peuvent être à fond bleu, vert, blanc ou jaune et sont surmontés d'un cartouche.
Ce panneau est placé après une intersection à environ 15 secondes de parcours en aval du point où
l'usager pénètre sur la voie, de façon à lui laisser le temps de s'insérer dans le trafic avant de lire le panneau.

### Distance d’implantation
Les distances d’implantation des panneaux sont comptées :
- Pour la position ou la présignalisation : à partir du point où l’usager effectue sa manœuvre pour quitter l’itinéraire concerné,
- Pour la confirmation : à partir du point où l’usager pénètre sur l’itinéraire concerné.

### Hauteur des caractères
La hauteur de base Hb sert à déterminer la hauteur de composition (Hc) des éléments constitutifs du panneau (caractères, chiffres).
Dans les cas courants : Hb = Hc.

### Hauteur d’implantation
La hauteur d’implantation h des panneaux est mesurée entre la chaussée ou le trottoir et la partie inférieure de l’ensemble des panneaux. Pour les panneaux placés sur accotement, cette hauteur est prise en règle générale entre 2 m et 2,5 m.

## Carrefours simples à trafic d’échange faible

Illustration

- Panneau de confirmation D61

| Vitesse       | d     | Hb     | h                         |
| ------------- | ----- | ------ | ------------------------- |
| 90 à 110 km/h | 400 m | 160 mm | 1 m ou entre 2 m et 2,5 m |
| 75 à 90 km/h  | 300 m | 125 mm | 1 m ou entre 2 m et 2,5 m |
| 60 à 75 km/h  | 300 m | 100 mm | 1 m ou entre 2 m et 2,5 m |
| < 60 km/h     | 200 m | 100 mm | 1 m ou entre 2 m et 2,5 m |

- Panneau de position D21

| Vitesse       | d               | Hb     | h                         |
| ------------- | --------------- | ------ | ------------------------- |
| 90 à 110 km/h | > 15 m          | 320 mm | 1 m ou entre 2 m et 2,5 m |
| 90 à 110 km/h | entre 0 et 15 m | 250 mm | 1 m ou entre 2 m et 2,5 m |
| 75 à 90 km/h  | > 15 m          | 250 mm | 1 m ou entre 2 m et 2,5 m |
| 75 à 90 km/h  | entre 0 et 15 m | 200 mm | 1 m ou entre 2 m et 2,5 m |
| 60 à 75 km/h  | > 15 m          | 200 mm | 1 m ou entre 2 m et 2,5 m |
| 60 à 75 km/h  | entre 0 et 15 m | 160 mm | 1 m ou entre 2 m et 2,5 m |
| < 60 km/h     | > 15 m          | 160 mm | 1 m ou entre 2 m et 2,5 m |
| < 60 km/h     | entre 0 et 15 m | 125 mm | 1 m ou entre 2 m et 2,5 m |
| Proche de 0   | > 15 m          | 125 mm | 1 m ou entre 2 m et 2,5 m |
| Proche de 0   | entre 0 et 15 m | 100 mm | 1 m ou entre 2 m et 2,5 m |

## Carrefours simples à trafic d’échange fort
- Panneau de confirmation D61

| Vitesse       | d     | Hb     | h                         |
| ------------- | ----- | ------ | ------------------------- |
| 90 à 110 km/h | 400 m | 160 mm | 1 m ou entre 2 m et 2,5 m |
| 75 à 90 km/h  | 300 m | 125 mm | 1 m ou entre 2 m et 2,5 m |
| 60 à 75 km/h  | 300 m | 100 mm | 1 m ou entre 2 m et 2,5 m |
| < 60 km/h     | 200 m | 100 mm | 1 m ou entre 2 m et 2,5 m |

- Panneau de position D21

| Vitesse       | d               | Hb     | h                         |
| ------------- | --------------- | ------ | ------------------------- |
| 90 à 110 km/h | > 15 m          | 200 mm | 1 m ou entre 2 m et 2,5 m |
| 90 à 110 km/h | entre 0 et 15 m | 160 mm | 1 m ou entre 2 m et 2,5 m |
| 75 à 90 km/h  | > 15 m          | 160 mm | 1 m ou entre 2 m et 2,5 m |
| 75 à 90 km/h  | entre 0 et 15 m | 125 mm | 1 m ou entre 2 m et 2,5 m |
| 60 à 75 km/h  | > 15 m          | 125 mm | 1 m ou entre 2 m et 2,5 m |
| 60 à 75 km/h  | entre 0 et 15 m | 100 mm | 1 m ou entre 2 m et 2,5 m |
| < 60 km/h     | > 15 m          | 100 mm | 1 m ou entre 2 m et 2,5 m |
| < 60 km/h     | entre 0 et 15 m | 100 mm | 1 m ou entre 2 m et 2,5 m |

Illustration

- Panneau de présignalisation D43

| Vitesse       | d         | Hb     | h                         |
| ------------- | --------- | ------ | ------------------------- |
| 90 à 110 km/h | 100 m     | 160 mm | 1 m ou entre 2 m et 2,5 m |
| 75 à 90 km/h  | 75 m      | 125 mm | 1 m ou entre 2 m et 2,5 m |
| 60 à 75 km/h  | 75 m      | 100 mm | 1 m ou entre 2 m et 2,5 m |
| < 60 km/h     | 15 à 50 m | 100 mm | 1 m ou entre 2 m et 2,5 m |

## Carrefours complexes (dont giratoires)
- Panneau de confirmation D61

| Vitesse       | d     | Hb     | h                         |
| ------------- | ----- | ------ | ------------------------- |
| 90 à 110 km/h | 400 m | 160 mm | 1 m ou entre 2 m et 2,5 m |
| 75 à 90 km/h  | 300 m | 125 mm | 1 m ou entre 2 m et 2,5 m |
| 60 à 75 km/h  | 300 m | 100 mm | 1 m ou entre 2 m et 2,5 m |
| < 60 km/h     | 200 m | 100 mm | 1 m ou entre 2 m et 2,5 m |

- Panneau de position D21

| Vitesse       | d               | Hb     | h                         |
| ------------- | --------------- | ------ | ------------------------- |
| 90 à 110 km/h | > 15 m          | 200 mm | 1 m ou entre 2 m et 2,5 m |
| 90 à 110 km/h | entre 0 et 15 m | 160 mm | 1 m ou entre 2 m et 2,5 m |
| 75 à 90 km/h  | > 15 m          | 160 mm | 1 m ou entre 2 m et 2,5 m |
| 75 à 90 km/h  | entre 0 et 15 m | 125 mm | 1 m ou entre 2 m et 2,5 m |
| 60 à 75 km/h  | > 15 m          | 125 mm | 1 m ou entre 2 m et 2,5 m |
| 60 à 75 km/h  | entre 0 et 15 m | 100 mm | 1 m ou entre 2 m et 2,5 m |
| < 60 km/h     | > 15 m          | 100 mm | 1 m ou entre 2 m et 2,5 m |
| < 60 km/h     | entre 0 et 15 m | 100 mm | 1 m ou entre 2 m et 2,5 m |

Illustration

- Panneau de présignalisation D43 ou D42

| Vitesse       | d     | Hb     | h                         |
| ------------- | ----- | ------ | ------------------------- |
| 90 à 110 km/h | 150 m | 160 mm | 1 m ou entre 2 m et 2,5 m |
| 75 à 90 km/h  | 120 m | 125 mm | 1 m ou entre 2 m et 2,5 m |
| 60 à 75 km/h  | 120 m | 100 mm | 1 m ou entre 2 m et 2,5 m |
| < 60 km/h     | 100 m | 100 mm | 1 m ou entre 2 m et 2,5 m |

Précision : les noms de localités des schémas existent mais les schémas sont quant à eux purement fictifs. L'association des localités entre elles et les distances sont purement imaginaires. 